# Ferdinand Beit (Chemiker)
Ferdinand Beit (* 27. Juli 1817 in Hamburg; † 1. April 1870 ebenda) war ein deutscher Unternehmer, Mitbegründer der heutigen Aurubis und der BASF.

## Leben
Ferdinand Beit entstammt einer bekannten Hamburger Familie sephardischen Ursprungs. Er war der Sohn des Tuchhändlers Philipp Raphael Beit, und sein Großvater Marcus Salomon Beit (1734–1810) war Gründer des Gold-Silber-Scheidebetriebes in der I. Elbstraße Nr. 43. Ferdinand Beit besuchte die Hamburger Gelehrtenschule des Johanneums. Er studierte am Polytechnikum Karlsruhe, in München Medizin und erwarb in Berlin den medizinischen Doktorgrad.
Zurück in Hamburg stieg er in das Familienunternehmen R. L. Beit & Co. ein. 1846 gründete er zusammen mit Cesar Godeffroy das „Elbkupferwerk“. 1857 kam es zur Übernahme der Aktivitäten durch die neugegründete „Elbhütte Affinir- und Handelsgesellschaft“, aus welcher er 1866 die Beitsche Silberscheide herauslöste und mit Hilfe der Norddeutschen Bank in die Norddeutsche Affinerie AG die heutige Aurubis wandelte, deren Aufsichtsratsvorsitzender er bis zu seinem Tode war.
Gemeinsam mit seinem Bruder Siegfried gründete er unter der Dachgesellschaft Beit & Co. die Beit & Philippi Chilesalpeterfabrik und spätere Chemische Fabrik von Buch- und Steindruckfarben in Hamburg-Winterhude am Goldbekkanal. Ebenfalls beteiligte er sich an der Gründung der Badische Anilin- & Soda-Fabrik AG, welche 1924 in der I.G. Farben AG aufging.

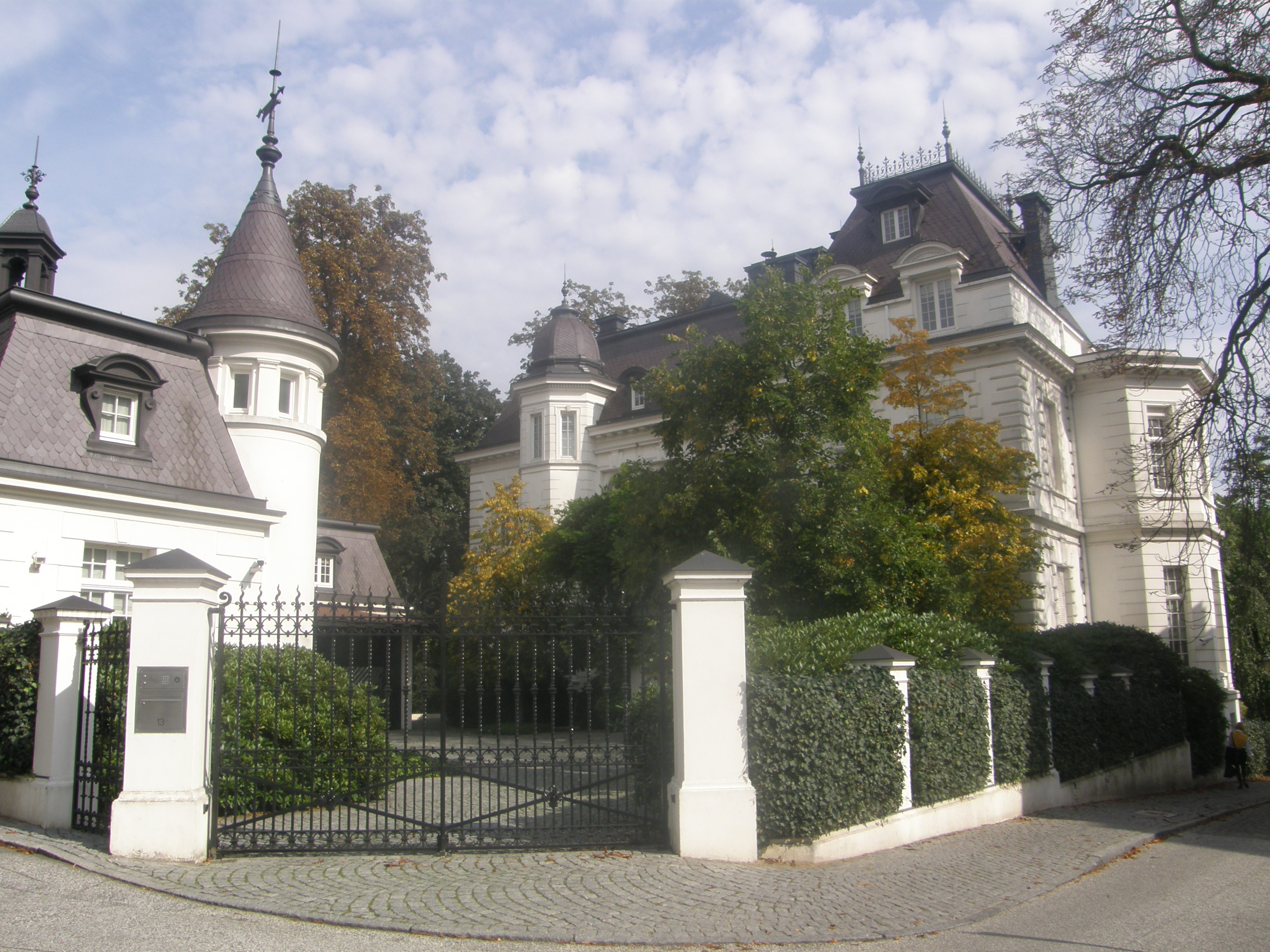
Villa Beit: Eingangsbereich an der Milchstraße

### Familie
Ferdinand Beit war verheiratet mit Johanna (1829–1915), der Tochter des einflussreichen Mannheimer Bankiers Seligmann Ladenburg. Der älteste Sohn Carl (1851–1910) führte mit seinem Bruder Gustav (1854–1927) die Fa. Beit & Philippi, Chemische und Druckfarben-Fabriken. Gustav Beit war Besitzer eines Pferderennstalls und Mitgründer einer Pferderennbahn in Hamburg-Groß Borstel. Der dritte Sohn war der gleichnamige Ferdinand Beit jun. und spätere Hamburger Bürgerschaftsabgeordnete. Der jüngste Sohn Eduard Beit von Speyer (1860–1933) wurde durch Einheirat in die Unternehmerfamilie Speyer von 1896 bis 1928 Inhaber des führenden Frankfurter Bankhauses Lazard Speyer-Ellissen. Ein Neffe war Alfred Beit, der Gold-Diamantenmagnat und spätere Mitbegründer von De Beers.
Beits Ehefrau Johanna bewohnte nach seinem Tode die 1890/1891 von Martin Haller errichtete Villa Beit an der Milchstraße Ecke Harvestehuder Weg in Hamburg-Pöseldorf.

## Werke
- Über die Preisdifferenz der in der Hamburger Bank ein- u. ausgehenden Silbers. Perthes, Besser & Mauke, Hamburg 1845 (Digitalisat).
- 4. Jahresbericht über den Hamburger Verein gegen die Tierquälerei, Abgestattet im Namen des Vorstandes, 1846.